# Pcelinovo, Stara Zagora
Pcelinovo (în bulgară Пчелиново) este un sat în comuna Gurkovo, regiunea Stara Zagora,  Bulgaria. 

## Demografie
Componența etnică a satului Pcelinovo
     Bulgari (100%)
     Nicio identificare (0%)
     Altele (0%)
La recensământul din 2011, populația satului Pcelinovo era de 31 locuitori. Din punct de vedere etnic, toți locuitorii erau bulgari.